# Ekstraliga polska w rugby union

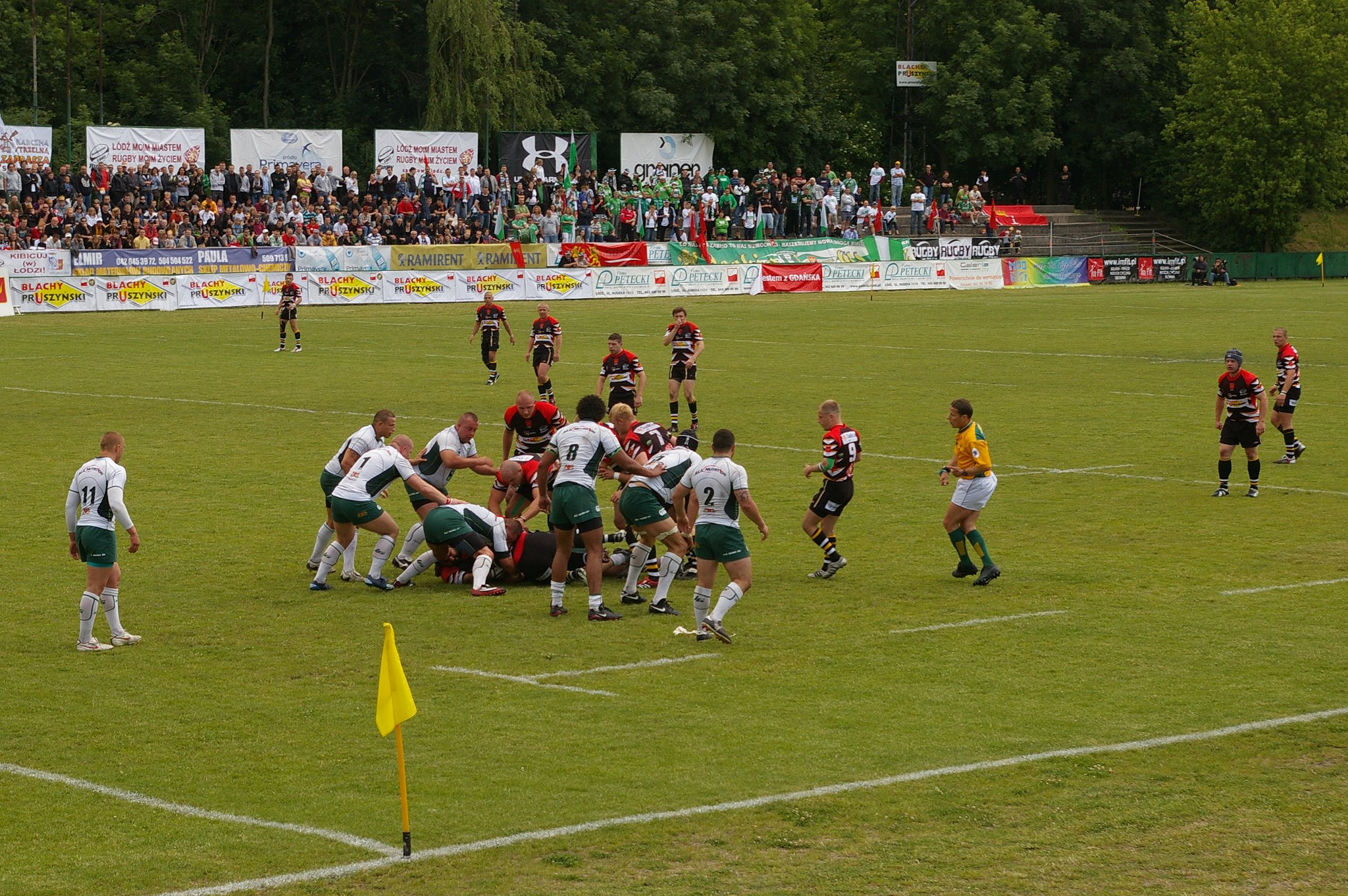
Finałowy mecz Ekstraligi w 2010

Ekstraliga polska w rugby union (dawniej I Liga, Seria A) – najwyższy poziom męskich rozgrywek ligowych rugby union drużyn piętnastoosobowych w Polsce. Zmagania toczą się cyklicznie (co sezon, od jesieni do wiosny) systemem kołowym jako mistrzostwa kraju i przeznaczone są dla najlepszych polskich klubów rugby. Organizowane są przez Polski Związek Rugby. Zwycięzca finału Ekstraligi zostaje jednocześnie mistrzem Polski, zaś najsłabsza drużyna walczy o utrzymanie ze zwycięzcą I ligi (dawniej II ligi).

## Historia rozgrywek
Pierwsze próby organizacji rozgrywek ligowych w rugby w Polsce pojawiły się w okresie międzywojennym, w 1925. Na przeszkodzie stanęły jednak niepowodzenie w organizacji Polskiego Związku Rugby oraz przewrót majowy, w wyniku którego część drużyn, tworzonych głównie przy jednostkach wojskowych, przestała działać. Do projektu powrócono w 1927, jednak start rozgrywek kilkakrotnie przekładano. Dopiero w maju 1929 zdołano przeprowadzić zawody o tytuł mistrza Polski w formie turnieju rozegranego pomiędzy trzema drużynami z Warszawy, których zwycięzcą została drużyna Oficerskiej Szkoły Sanitarnej. Kolejne próby zorganizowania rozgrywek o mistrzostwo Polski jednak się nie powiodły z uwagi na brak drużyn (ostatnia została rozwiązana w 1931).
Po oficjalnej reaktywacji rugby w Polsce w 1955 powrócono do idei rozgrywania mistrzostw Polski. W 1956 rozegrano ogólnokrajowy Puchar Sportowca, w którego finale zwyciężyła drużyna AZS AWF Warszawa, który jednocześnie stanowił eliminacje do I ligi. Oficjalne rozgrywki ligowe zostały zainaugurowane w 1957. Powstała I liga licząca 8 zespołów oraz liga okręgowa licząca 13 drużyn grających w trzech grupach. Rozgrywki odbywały się od wiosny do jesieni. Pierwszym mistrzem została drużyna AZS AWF Warszawa. Organizatorem rozgrywek była początkowo Sekcja Rugby Głównego Komitetu Kultury Fizycznej, a od września 1957 powstały wówczas Polski Związek Rugby. W 1958 pozostało już tylko 10 drużyn i wszystkie wystąpiły w I lidze. W 1959 zapoczątkowano rozgrywki o mistrzostwo Polski także w młodszych grupach wiekowych. W pierwszej połowie lat 60. nastąpił kryzys ligi wywołany uznaniem rugby przez Główny Komitet Kultury Fizycznej i Turystyki za sport nierozwojowy. Malała liczba drużyn uczestniczących w rozgrywkach ligowych, w 1963 w I lidze grały tylko 4 zespoły (a w 1962 rozgrywki odbywały się w składach trzynastosobowych), a w 1964 5 zespołów, które toczyły rozgrywki systemem turniejowym. Od 1965 sytuacja stopniowo się poprawiała, a liczba drużyn rosła. W okresie tym dominowała w lidze Skra Warszawa, która zdobyła sześć tytułów mistrzowskich z rzędu, a w 1970 w lidze grało już 9 drużyn.
W 1971 dokonano reformy rozgrywek. Stawkę drużyn podzielono na dwie grupy: silniejszą, liczącą 6 drużyn i słabszą, liczącą 4 drużyny, w której mogły uczestniczyć m.in. drużyny nowo powstające, wprowadzono także zasady spadku i awansu pomiędzy tymi grupami. Zmieniono też okres organizowania rozgrywek i od 1971 toczyły się one od jesieni do wiosny. Wiosną 1971 odbył się przejściowy, półroczny sezon w formie rozgrywek o Puchar Polski, którego zdobywca został jednocześnie mistrzem Polski. Klasyfikacja w tym sezonie zadecydowała o poziomie drużyn na grupy. W 1972 przemianowano grupy na I i II ligę, a od 1975 zwiększono liczbę drużyn w I lidze do ośmiu. W 1983 powrócono do rozgrywek w okresie wiosna – jesień (sezon 1981/1982 trwał półtora roku), w 1986 powiększono liczbę drużyn w I lidze do dziesięciu. W 1987, aby obniżyć koszty udziału w lidze, przeprowadzono rozgrywki w formacie grupowym, jednak po roku powrócono do rozgrywek ligowych. W 1989 zdecydowano o zmniejszeniu liczby drużyn w I lidze do ośmiu – w tym sezonie ponownie zorganizowano rozgrywki w formacie grupowej, a do pierwszej fazy dopuszczono wszystkie drużyny, łącznie z tymi, które uprzednio uczestniczyły w II lidze. Kolejność końcowa zadecydowała o ponownym podziale na ligi w kolejnym sezonie. W 1992 I ligę rozegrano w podziale na dwie grupy (mistrzowską i spadkową), a o przydziale do poszczególnych grup zadecydowały dwumecze na początku sezonu. Od 1993 do 1997 dzielono rozgrywki na dwie rundy: w pierwszej grało sześć drużyn (jako seria A), z których cztery najlepsze w drugiej części sezonu walczyły o mistrzostwo, a dwie najsłabsze wraz z dwoma najlepszymi drużynami serii B walczyły o dwa miejsca w serii A w kolejnym sezonie. W 1998 powrócono do systemu jesień – wiosna i w związku z tym mistrzostwo za rok 1998 przyznano po krótkim, wiosennym sezonie z udziałem sześciu drużyn. W kolejnym sezonie brało udział już osiem ekip, a w 2000 powiększono liczbę drużyn do dziesięciu. W części sezonów rozgrywki dzielono na dwie rundy – w drugiej dzielono drużyny na grupę walczącą o mistrzostwo i grupę broniącą się przed spadkiem. Zmieniała się także liczba drużyn w II lidze.
Od sezonu 2002/2003 o medalach mistrzostw Polski decyduje nie tabela ligowa (lub grupy mistrzowskiej), ale mecz finałowy i mecz o trzecie miejsce stanowiące zwieńczenie fazy play-off, w której uczestniczą najlepsze drużyny rundy zasadniczej. W 2005 zrezygnowano z półfinałów, a od 2007 ponownie je przywrócono. W 2009 zmniejszono liczbę drużyn I ligi do ośmiu. W 2008 zainaugurowano trzeci poziom rozgrywek, tzw. ligi regionalne. Wkrótce potem przekształcone one zostały w II ligę. Ponownie zmieniono okres rozgrywek na wiosnę – jesień od 2016 (w związku z czym sezon 2016/2017 trwał półtora roku) oraz z powrotem na jesień – wiosnę od 2019 (w związku z czym sezon 2019 trwał pół roku). Od 2018 także ponownie powiększono Ekstraligę do 10 drużyn. Sezon 2019/2020 został nieukończony i nie przyznano w nim tytułu mistrzowskiego z powodu pandemii COVID-19.

## Format rozgrywek
W sezonie 2023/2024 rozgrywki Ekstraligi odbywają się w dwóch fazach: zasadniczej i finałowej. W rozgrywkach uczestniczy 9 drużyn. W fazie zasadniczej drużyny rozgrywają mecze systemem każdy z każdym, mecz i rewanż, w fazie finałowej odbywają się finał i mecz o trzecie miejsce. Z kolei ostatnia drużyna z tabeli rozgrywa mecz barażowy o prawo gry w Ekstralidze w kolejnym sezonie ze zwycięzcą I ligi. Kolejność w tabeli sezonu zasadniczego ustalana jest na podstawie liczby zdobytych punktów: za zwycięstwo drużyna otrzymuje 4 punkty, za remis 2 punkty, a za porażkę 0 punktów. Ponadto może otrzymać w każdym meczu 1 punkt bonusowy – za zdobycie co najmniej 3 przyłożeń więcej od rywali lub za porażkę nie więcej niż siedmioma punktami. Pierwsza trójka drużyn z Ekstraligi (na podstawie wyników meczów fazy finałowej) zostaje medalistami mistrzostw Polski. Organizatorem rozgrywek jest Polski Związek Rugby.

## Drużyny uczestniczące w rozgrywkach
Drużyny grające w Ekstralidze w sezonie 2023/2024: Arka Gdynia, Budo 2011 Aleksandrów Łódzki (dawniej Budowlani SA Łódź, Rugby Łódź), Budowlani Lublin, Budowlani Łódź, Juvenia Kraków, Lechia Gdańsk, Ogniwo Sopot, Orkan Sochaczew, Pogoń Siedlce (dawniej VIS, MOSiR).
Inne drużyny grające w Ekstralidze (dawniej I lidze) w latach wcześniejszych: AZS Gdańsk, AZS Lublin, AZS Szczecin, AZS AWF Warszawa (wcześniej AZS, Folc AZS), AZS-AWFiS Gdańsk, AZS-WSWF Poznań, Bałtyk Gdynia, Bobrek Karb Bytom, Budowlani Łódź, Budowlani Olsztyn, Czarni Bytom, Czarni Pruszcz Gdański, Czarni Szczecin, Dębica-Lincer Pruszcz Gdański (wcześniej Lotnik), Górnik Dymitrow, Górnik Katowice, Górnik Kochłowice, Grochów Warszawa, Lotnik Warszawa, Mazovia Mińsk Mazowiecki, Orzeł Warszawa, Pionier Szczecin, Polonia Poznań, Posnania, Rozwój Katowice, Skra Warszawa, Spójnia Gdańsk, Start Łódź, Sparta Jarocin, Śląsk Ruda Śląska, Włókniarz Łódź, WMPD Olsztyn.

## Medaliści mistrzostw Polski
Medaliści mistrzostw Polski w okresie międzywojennym (turniej o Puchar Ajencji Wschodniej w 1929):
| Rok  | Mistrz                     | Wicemistrz           | III miejsce  | Liczba drużyn w turnieju |
| ---- | -------------------------- | -------------------- | ------------ | ------------------------ |
| 1929 | Oficerska Szkoła Sanitarna | Orzeł Biały Warszawa | AZS Warszawa | 3                        |

Medaliści mistrzostw Polski w sezonach od 1957 do 2001/2002 (w tym okresie nie rozgrywano fazy play-off, z wyjątkiem sezonu 1989):
| Sezon     | Mistrz           | Wicemistrz        | III miejsce                   | Liczba drużyn w lidze |
| --------- | ---------------- | ----------------- | ----------------------------- | --------------------- |
| 1957      | AZS Warszawa     | Górnik Dymitrow   | Górnik Kochłowice             | 8                     |
| 1958      | AZS Warszawa     | AZS Gdańsk        | Czarni Bytom                  | 10                    |
| 1959      | Czarni Bytom     | AZS Warszawa      | Włókniarz Łódź                | 10                    |
| 1960      | Lechia Gdańsk    | Czarni Bytom      | AZS Warszawa                  | 10                    |
| 1961      | Lechia Gdańsk    | AZS Warszawa      | Czarni Bytom                  | 9                     |
| 1962      | AZS Warszawa     | Posnania Poznań   | Lechia Gdańsk                 | 6                     |
| 1963      | AZS Warszawa     | Lechia Gdańsk     | Posnania Poznań               | 4                     |
| 1964      | Skra Warszawa    | AZS Warszawa      | Czarni Bytom                  | 5                     |
| 1965      | Skra Warszawa    | AZS Warszawa      | Czarni Bytom                  | 6                     |
| 1966      | Skra Warszawa    | Orzeł Warszawa    | Czarni Bytom                  | 6                     |
| 1967      | Skra Warszawa    | Orzeł Warszawa    | Lechia Gdańsk                 | 7                     |
| 1968      | Skra Warszawa    | Orzeł Warszawa    | Lechia Gdańsk                 | 7                     |
| 1969      | Skra Warszawa    | Spójnia Gdańsk    | Lechia Gdańsk                 | 8                     |
| 1970      | Lechia Gdańsk    | Orzeł Warszawa    | Skra Warszawa                 | 9                     |
| 1971      | Polonia Poznań   | Lechia Gdańsk     | AZS AWF Warszawa              | 10                    |
| 1971/1972 | AZS AWF Warszawa | Lechia Gdańsk     | Skra Warszawa                 | 6                     |
| 1972/1973 | AZS AWF Warszawa | Lechia Gdańsk     | Polonia Poznań                | 6                     |
| 1973/1974 | Polonia Poznań   | AZS AWF Warszawa  | Lechia Gdańsk                 | 6                     |
| 1974/1975 | Polonia Poznań   | AZS AWF Warszawa  | Skra Warszawa                 | 6                     |
| 1975/1976 | Polonia Poznań   | Skra Warszawa     | AZS AWF Warszawa              | 8                     |
| 1976/1977 | AZS AWF Warszawa | Polonia Poznań    | Lechia Gdańsk                 | 8                     |
| 1977/1978 | Polonia Poznań   | Skra Warszawa     | AZS AWF Warszawa              | 8                     |
| 1978/1979 | AZS AWF Warszawa | Budowlani Łódź    | Skra Warszawa                 | 8                     |
| 1979/1980 | AZS AWF Warszawa | Polonia Poznań    | Skra Warszawa                 | 8                     |
| 1980/1981 | AZS AWF Warszawa | Skra Warszawa     | Lechia Gdańsk                 | 8                     |
| 1981/1982 | AZS AWF Warszawa | Lechia Gdańsk     | Budowlani Łódź                | 9                     |
| 1983      | Budowlani Łódź   | AZS AWF Warszawa  | Posnania Poznań               | 8                     |
| 1984      | AZS AWF Warszawa | Budowlani Łódź    | Orkan Sochaczew               | 8                     |
| 1985      | AZS AWF Warszawa | Lechia Gdańsk     | Budowlani Łódź                | 8                     |
| 1986      | AZS AWF Warszawa | Lechia Gdańsk     | Ogniwo Sopot                  | 10                    |
| 1987      | Ogniwo Sopot     | AZS AWF Warszawa  | Lechia Gdańsk                 | 10                    |
| 1988      | AZS AWF Warszawa | Ogniwo Sopot      | Lechia Gdańsk                 | 10                    |
| 1989      | Ogniwo Sopot     | Śląsk Ruda Śląska | Budowlani Łódź                | 14/8                  |
| 1990      | Ogniwo Sopot     | Budowlani Lublin  | Budowlani Łódź                | 8                     |
| 1991      | Ogniwo Sopot     | Lechia Gdańsk     | Budowlani Lublin              | 8                     |
| 1992      | Ogniwo Sopot     | Budowlani Lublin  | Budowlani Łódź                | 7                     |
| 1993      | Ogniwo Sopot     | Lechia Gdańsk     | Budowlani Lublin              | 6/8                   |
| 1994      | Lechia Gdańsk    | Ogniwo Sopot      | AZS AWF Warszawa              | 6/8                   |
| 1995      | Lechia Gdańsk    | Ogniwo Sopot      | AZS AWF Warszawa              | 5/8                   |
| 1996      | Lechia Gdańsk    | Ogniwo Sopot      | AZS AWF Warszawa              | 6/8                   |
| 1997      | Ogniwo Sopot     | Lechia Gdańsk     | AZS AWF Warszawa              | 6/8                   |
| 1998      | Lechia Gdańsk    | Ogniwo Sopot      | AZS AWF Warszawa              | 6                     |
| 1998/1999 | Ogniwo Sopot     | Arka Gdynia       | Lechia Gdańsk                 | 8                     |
| 1999/2000 | Lechia Gdańsk    | Arka Gdynia       | Dębica Lincer Pruszcz Gdański | 8                     |
| 2000/2001 | Lechia Gdańsk    | Ogniwo Sopot      | Arka Gdynia                   | 10                    |
| 2001/2002 | Lechia Gdańsk    | Arka Gdynia       | Ogniwo Sopot                  | 10                    |

Medaliści mistrzostw Polski od sezonu 2002/2003 (wyniki finałów i meczów o trzecie miejsce):
| Sezon     | Finał                                                     | Finał                                                     | Finał                                                     | Finał                                                     | Mecz o trzecie miejsce                                    | Mecz o trzecie miejsce                                    | Mecz o trzecie miejsce                                    | Mecz o trzecie miejsce                                    | Liczba drużyn w lidze | Źródło               |
| Sezon     | Data i miejsce                                            | Mistrz                                                    | Wynik                                                     | Wicemistrz                                                | Data i miejsce                                            | III miejsce                                               | Wynik                                                     | IV miejsce                                                | Liczba drużyn w lidze | Źródło               |
| --------- | --------------------------------------------------------- | --------------------------------------------------------- | --------------------------------------------------------- | --------------------------------------------------------- | --------------------------------------------------------- | --------------------------------------------------------- | --------------------------------------------------------- | --------------------------------------------------------- | --------------------- | -------------------- |
| 2002/2003 | 22.06.2003, Łódź                                          | Ogniwo Sopot                                              | 29:20                                                     | Budowlani Łódź                                            | 21.06.2003, Gdańsk                                        | Budowlani Lublin                                          | 19:18                                                     | Lechia Gdańsk                                             | 10                    | [ 4 ]                |
| 2003/2004 | 13.06.2004, Gdynia                                        | Arka Gdynia                                               | 30:10                                                     | Budowlani Łódź                                            | 12.06.2004, Gdańsk                                        | Lechia Gdańsk                                             | 39:6                                                      | Budowlani Lublin                                          | 10                    | [ 22 ]               |
| 2004/2005 | 19.06.2005, Gdynia                                        | Arka Gdynia                                               | 18:11                                                     | Budowlani Łódź                                            | 18.06.2005, Gdańsk                                        | Posnania Poznań                                           | 29:12                                                     | Lechia Gdańsk                                             | 10                    | [ 22 ]               |
| 2005/2006 | 24.06.2006, Łódź                                          | Budowlani Łódź                                            | 28:24                                                     | Folc AZS AWF Warszawa                                     | 24.06.2006, Gdynia                                        | Posnania Poznań                                           | 22:19                                                     | Arka Gdynia                                               | 10                    | [ 22 ]               |
| 2006/2007 | 16.06.2007, Łódź                                          | Budowlani Łódź                                            | 18:13                                                     | Arka Gdynia                                               | 16.06.2007, Warszawa                                      | Folc AZS AWF Warszawa                                     | 19:0                                                      | Lechia Gdańsk                                             | 10                    | [ 22 ]               |
| 2007/2008 | 15.06.2008, Łódź                                          | Folc AZS AWF Warszawa                                     | 20:18                                                     | Budowlani Łódź                                            | –                                                         | Arka Gdynia Lechia Gdańsk                                 | –                                                         | –                                                         | 10                    | [ 22 ]               |
| 2008/2009 | 21.06.2009, Gdynia                                        | Budowlani Łódź                                            | 28:23                                                     | Arka Gdynia                                               | –                                                         | Juvenia Kraków Lechia Gdańsk                              | –                                                         | –                                                         | 10                    | [ 22 ]               |
| 2009/2010 | 19.06.2010, Łódź                                          | Budowlani Łódź                                            | 19:16                                                     | Lechia Gdańsk                                             | –                                                         | Arka Gdynia Orkan Sochaczew                               | –                                                         | –                                                         | 8                     | [ 22 ]               |
| 2010/2011 | 18.06.2011, Łódź                                          | Arka Gdynia                                               | 34:22                                                     | Budowlani SA Łódź                                         | 18.06.2011, Gdańsk                                        | Lechia Gdańsk                                             | 33:0                                                      | Budowlani Lublin                                          | 8                     | [ 22 ]               |
| 2011/2012 | 24.06.2012, Łódź                                          | Lechia Gdańsk                                             | 27:22                                                     | Budowlani SA Łódź                                         | 23.06.2012, Gdynia                                        | Arka Gdynia                                               | 33:24                                                     | Posnania Poznań                                           | 8                     | [ 23 ]               |
| 2012/2013 | 16.06.2013, Gdynia                                        | Lechia Gdańsk                                             | 24:20                                                     | Arka Gdynia                                               | 15.06.2013, Łódź                                          | Budowlani SA Łódź                                         | 13:12                                                     | Pogoń Siedlce                                             | 8                     | [ 24 ] [ 25 ]        |
| 2013/2014 | 6.07.2014, Gdańsk                                         | Lechia Gdańsk                                             | 36:6                                                      | Pogoń Siedlce                                             | 5.07.2014, Gdynia                                         | Arka Gdynia                                               | 37:19                                                     | Budowlani SA Łódź                                         | 8                     | [ 26 ] [ 27 ] [ 28 ] |
| 2014/2015 | 5.07.2015, Gdynia                                         | Arka Gdynia                                               | 24:19                                                     | Budowlani SA Łódź                                         | –                                                         | Lechia Gdańsk                                             | –                                                         | –                                                         | 8                     | [ 29 ] [ 30 ]        |
| 2015/2016 | 24.06.2016, Łódź                                          | Budowlani SA Łódź                                         | 17:10                                                     | Lechia Gdańsk                                             | 25.06.2016, Sopot                                         | Ogniwo Sopot                                              | 10:9                                                      | Arka Gdynia                                               | 8                     | [ 31 ] [ 32 ] [ 33 ] |
| 2016/2017 | 11.11.2017, Łódź                                          | Budowlani SA Łódź                                         | 16:3                                                      | Ogniwo Sopot                                              | 11.11.2017, Siedlce                                       | Pogoń Siedlce                                             | 18:3                                                      | Lechia Gdańsk                                             | 8                     | [ 34 ] [ 35 ]        |
| 2018      | 10.11.2018, Łódź                                          | Budowlani SA Łódź                                         | 38:16                                                     | Ogniwo Sopot                                              | 10.11.2018, Siedlce                                       | Pogoń Siedlce                                             | 5:0                                                       | Lechia Gdańsk                                             | 10                    | [ 36 ] [ 37 ] [ 38 ] |
| 2019      | 15.06.2019, Sopot                                         | Ogniwo Sopot                                              | 27:24                                                     | Budowlani SA Łódź                                         | 15.06.2019, Siedlce                                       | Pogoń Siedlce                                             | 51:7                                                      | Skra Warszawa                                             | 10                    | [ 39 ] [ 40 ] [ 41 ] |
| 2019/2020 | sezon przerwany i nieukończony z powodu pandemii COVID-19 | sezon przerwany i nieukończony z powodu pandemii COVID-19 | sezon przerwany i nieukończony z powodu pandemii COVID-19 | sezon przerwany i nieukończony z powodu pandemii COVID-19 | sezon przerwany i nieukończony z powodu pandemii COVID-19 | sezon przerwany i nieukończony z powodu pandemii COVID-19 | sezon przerwany i nieukończony z powodu pandemii COVID-19 | sezon przerwany i nieukończony z powodu pandemii COVID-19 | 9                     | [ 12 ] [ 42 ]        |
| 2020/2021 | 4.07.2021, Sopot                                          | Ogniwo Sopot                                              | 19:15                                                     | Rugby Łódź                                                | 3.07.2021, Warszawa                                       | Orkan Sochaczew                                           | 17:0                                                      | Skra Warszawa                                             | 10                    | [ 43 ] [ 44 ] [ 45 ] |
| 2021/2022 | 26.06.2022, Sopot                                         | Orkan Sochaczew                                           | 17:16                                                     | Ogniwo Sopot                                              | 25.06.2022, Gdańsk                                        | Skra Warszawa                                             | 26:6                                                      | Lechia Gdańsk                                             | 10                    | [ 46 ]               |
| 2022/2023 | 11.06.2023, Aleksandrów Łódzki                            | Budo 2011 Aleksandrów Łódzki                              | 12:8                                                      | Ogniwo Sopot                                              | 10.06.2023, Sochaczew                                     | Orkan Sochaczew                                           | 30:13                                                     | Edach Budowlani Lublin                                    | 10                    | [ 47 ]               |
| 2023/2024 | 1.06.2024, Sochaczew                                      | Orkan Sochaczew                                           | 22:18                                                     | Ogniwo Sopot                                              | 2.06.2024, Kraków                                         | Pogoń Siedlce                                             | 30:10                                                     | Juvenia Kraków                                            | 9                     | [ 48 ]               |
| 2024/2025 | 7.06.2025, Siedlce                                        | Pogoń Siedlce                                             | 21:9                                                      | Orkan Sochaczew                                           | 7.06.2025, Sopot                                          | Ogniwo Sopot                                              | 40:31                                                     | Arka Gdynia                                               | 9                     | [ 49 ]               |

## Statystyka
Lista medalistów mistrzostw Polski w okresie organizowania rozgrywek ligowych (od 1957).
| Lp. | Drużyna                                                      | Miejsca na podium | Miejsca na podium | Miejsca na podium |
| Lp. | Drużyna                                                      | I                 | II                | III               |
| --- | ------------------------------------------------------------ | ----------------- | ----------------- | ----------------- |
| 1.  | AZS AWF Warszawa                                             | 16                | 9                 | 10                |
| 2.  | Lechia Gdańsk                                                | 13                | 12                | 15                |
| 3.  | Ogniwo Sopot                                                 | 11                | 11                | 4                 |
| 4.  | Skra Warszawa                                                | 6                 | 3                 | 6                 |
| 5.  | KS Budowlani Łódź                                            | 5                 | 6                 | 5                 |
| 6.  | Polonia Poznań                                               | 5                 | 2                 | 1                 |
| 7.  | Arka Gdynia                                                  | 4                 | 6                 | 5                 |
| 8.  | Budo 2011 Aleksandrów Łódzki (Budowlani SA Łódź, Rugby Łódź) | 4                 | 5                 | 1                 |
| 9.  | Orkan Sochaczew                                              | 2                 | 1                 | 4                 |
| 10. | Czarni Bytom                                                 | 1                 | 2                 | 5                 |
| 11. | Pogoń Siedlce                                                | 1                 | 1                 | 4                 |
| 12. | Orzeł Warszawa                                               | 0                 | 4                 | 0                 |
| 13. | Budowlani Lublin                                             | 0                 | 2                 | 3                 |
| 14. | Posnania Poznań                                              | 0                 | 1                 | 4                 |
| 15. | AZS Gdańsk                                                   | 0                 | 1                 | 0                 |
|     | Spójnia Gdańsk                                               | 0                 | 1                 | 0                 |
|     | Śląsk Ruda Śląska                                            | 0                 | 1                 | 0                 |
| 18. | Dębica-Lincer Pruszcz Gdański                                | 0                 | 0                 | 1                 |
|     | Górnik Kochłowice                                            | 0                 | 0                 | 1                 |
|     | Juvenia Kraków                                               | 0                 | 0                 | 1                 |
|     | Włókniarz Łódź                                               | 0                 | 0                 | 1                 |